# Aeroportul Ceadîr-Lunga
Aeroportul Ceadîr-Lunga se află în sud-estul orașului Ceadîr-Lunga, fiind al doilea oraș ca importanță din Găgăuzia. În 2011 Asociația aviatică din Turcia (ATA) a efectuat o vizită pentru examinarea posibilitățile închirierii și investirii în dezvoltarea aeroportului. 